# Eternal
Eternal je peti studijski album švicarskog metal sastava Samael. Diskografska kuća Century Media Records objavila ga je 19. srpnja 1999. godine.

## O albumu
Eternal nastavlja prijelaz skupine iz black metala u industrial metal, što je započela tri godine ranije albumom Passage. Iz stilskog gledišta album je mješavina black metala s industrijalnim metalom, zvukovno podsjećajući na grupe kao što su Ministry i Rammstein. Album uvodi i neke elemente hard rocka, ali sastav ne napušta u potpunosti svoj izvorni black metal stil. Vorph prerađuje svoj vokalni izričaj; ne ograničavava se isključivo na vriskove i growlove, već na ponekim mjestima i recitira te na refrenu pjesme "Us" i pjeva, iako ne potpuno čistim glasom. Tekstualno album napušta tematiku sotonizma koja je bila prisutna na prethodnim albumima; Samael se na albumu posvećuje temama kao što su svjetlost i duhovna trascendentnost. Također, neke pjesme sadrže i relativno romantičke tekstove ("Together", "Us", "Nautilus & Zeppelin").
Ovo je također i posljednji Samaelov studijski album koji objavljuje izdavačka kuća Century Media (iako kuća čini iznimku s objavom eksperimentalnog albuma Era One koji objavljuje 2006. godine). Nakon izlaska albuma Xy i Vorph posvećuju se novim glazbenim projektima čiji se rezultati kristaliziraju u prethodno spomenuti album Era One i glazbeni je rad Samaela pauziran sve do 2004., kad grupa objavljuje album Reign of Light.

## Popis pjesama
Tekstovi: Vorph, glazba: Xy.
| 1.    | »Year Zero«           | 3:38 |
| 2.    | »Ailleurs«            | 3:55 |
| 3.    | »Together«            | 4:28 |
| 4.    | »Ways«                | 3:49 |
| 5.    | »The Cross«           | 3:21 |
| 6.    | »Us«                  | 4:15 |
| 7.    | »Supra Karma«         | 4:33 |
| 8.    | »I«                   | 4:01 |
| 9.    | »Nautilus & Zeppelin« | 4:12 |
| 10.   | »Infra Galaxia«       | 4:12 |
| 11.   | »Being«               | 3:12 |
| 12.   | »Radiant Star«        | 3:47 |
| 47:23 |                       |      |

## Zasluge
| Samael - Vorph – gitara, vokali, tekstovi - Xy – klavijature, programiranje bubnjeva, perkusija, skladanje - Kaos – gitara - Mas – bas-gitara | Ostalo osoblje - Tony Cousins – mastering - David Richards – inženjer zvuka, miksanje - Kris Fredriksson – inženjer zvuka |